# Tây sương ký

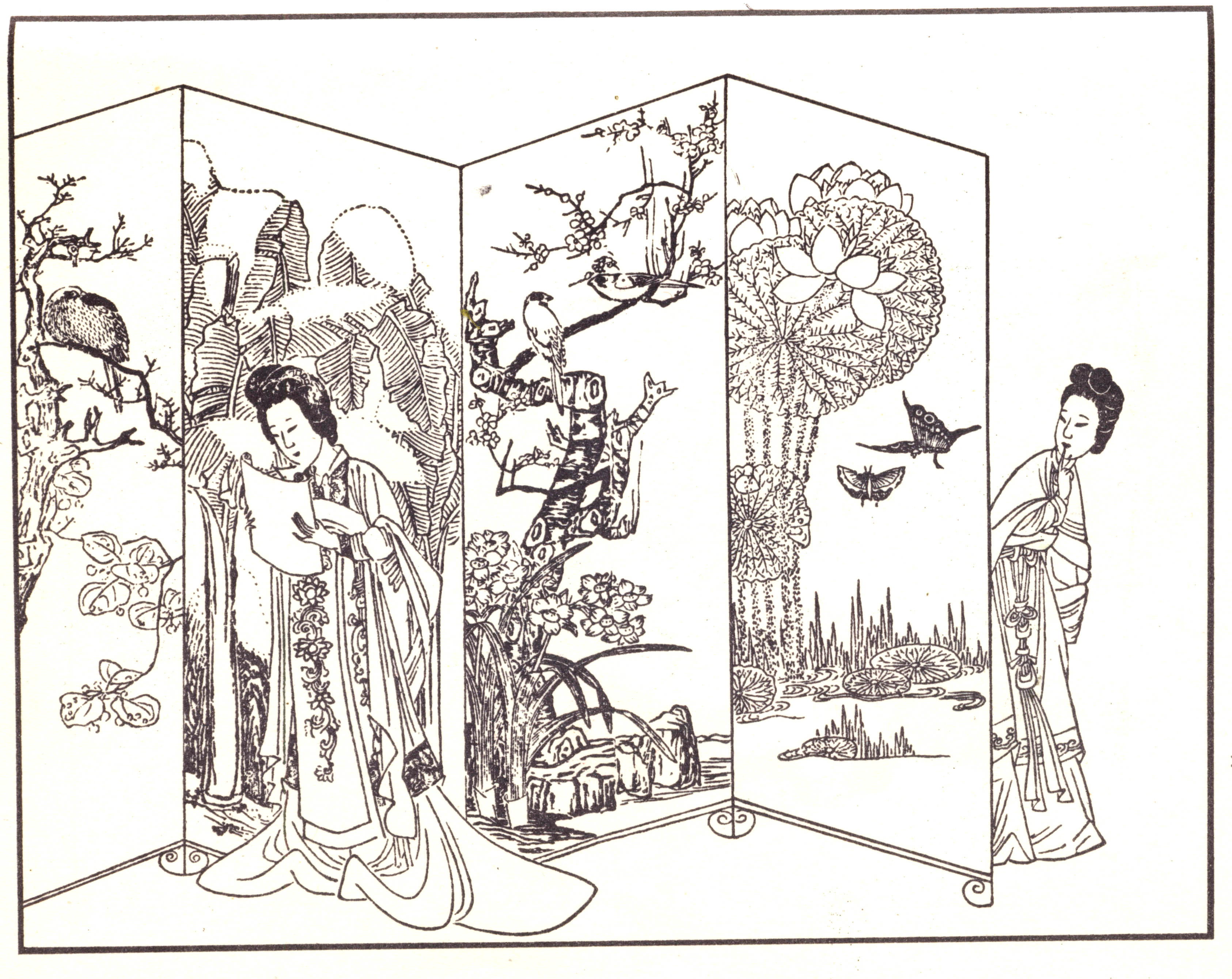
Tranh vẽ minh họa một cảnh trong Tây sương ký

Tây sương ký (chữ Hán: 西廂記, "truyện ký mái Tây"), còn có tên đầy đủ là Thôi Oanh Oanh đãi nguyệt Tây sương ký (崔鶯鶯待月西廂記, "truyện về Thôi Oanh Oanh chờ trăng dưới mái Tây"), là vở tạp kịch của Vương Thực Phủ, sáng tác trong khoảng những năm Đại Đức (1297-1307) đời Nguyên Thành Tông, miêu tả cuộc tình duyên vượt qua môn đăng hộ đối và lễ nghi phong kiến của nàng Thôi Oanh Oanh và chàng thư sinh Trương Quân Thụy.
Khi công diễn lần đầu, "Tây sương ký" được khán giả đương thời yêu thích, phong là "Tây sương ký thiên hạ đoạt mị" (西廂記天下奪媚, Tây sương ký đoạt được cái đẹp rất mực của thiên hạ). Kim Thánh Thán về sau đã chọn và xếp đặt Tây sương ký vào vị trí thứ 6 trong Lục tài tử thư (6 cuốn sách tài tử ưu tú).

## Tác giả và tác phẩm
Vương Thực Phủ là nhà viết tạp kịch nổi tiếng đời Nguyên, người Đại Đô (nay là Bắc Kinh), năm sinh năm mất đều chưa rõ. Trong đời mình, Vương Thực Phủ sáng tác được khoảng 40 kịch bản, trong đó Tây sương ký được viết vào khoảng năm Đại Đức (1295 - 1307). Đây là tác phẩm tiêu biểu nhất của ông.
Tây sương ký vốn xuất phát từ "Hội chân ký" (會真記, ghi chuyện gặp tiên), còn gọi là "Oanh Oanh truyện" (鶯鶯傳), của Nguyên Chẩn đời Đường. Kịch bản cũng cho thấy những ảnh hưởng lớn từ vở "Tây sương ký chư cung điệu" (西廂記諸宮調, Các điệu thức âm nhạc của câu chuyện ghi dưới mái Tây) của Đổng Giải Nguyên đời nhà Kim.
Bốn hồi cuối của Tây sương ký, theo nghi vấn của Kim Thánh Thán, rất có thể không phải do Vương Thực Phủ viết, mà do Quan Hán Khanh, một nhà văn cùng thời với Vương Thực Phủ chấp bút. Bản dịch của Nhượng Tống cũng chỉ dịch 16 hồi, đến lúc tan vỡ mối tình Thôi-Trương thì kết thúc.

## Tóm tắt nội dung
Tây sương ký có chủ đề là câu chuyện tình duyên giữa nàng Thôi Oanh Oanh và thư sinh Trương Quân Thụy. Thôi Oanh Oanh là tiểu thư xinh đẹp, con gái của một vị tướng quốc. Khi bố chết, hai mẹ con nàng về quê, nhưng gặp loạn đành tạm lánh ở chùa Phổ Cứu, đất Bồ. Trương Quân Thụy, một thư sinh nghèo, cha mất sớm, vãn du sang đất Bồ chơi, khi ngoạn cảnh chùa đã gặp Oanh Oanh. Chàng đắm đuối trước sắc đẹp của nàng bèn tìm cách vào chùa xin trọ. Đêm đến, họ Trương ngâm thơ tỏ tình, Oanh Oanh họa lại. Khi Tôn phu nhân làm chay cho chồng thì Trương Quân Thụy cũng nhờ sư cụ của chùa thêm một phần lễ làm chay cho cha mình để có dịp gần Oanh Oanh.
Lại có một nhân vật mang tên Tôn Phi Hổ, vốn là thủ lĩnh thảo khấu đã đem quân bao vây chùa, đòi lấy Oanh Oanh. Thôi phu nhân tuyên bố ai giải vây được chùa sẽ gả con gái cho. Trương Quân Thụy bèn viết thư nhờ bạn là tướng quân Đỗ Xác đem binh tiến đánh và bắt được Tôn Phi Hổ.
Thôi phu nhân mở tiệc ăn mừng và tiệc có mời Trương Quân Thụy. Ai cũng tưởng là tiệc cưới, nhưng Thôi phu nhân lật hẹn, nói đã hứa gả cho cháu ngoại Trịnh Hằng, nên chỉ cho phép Oanh Oanh nhận Quân Thụy làm anh em. Cả Oanh Oanh và Trương Quân Thụy đều rất mực đau khổ, người hầu gái của Oanh Oanh mang tên Hồng nương cũng bất bình.
Sau buổi tiệc, Quân Thụy ốm tương tư, Oanh Oanh sai Hồng nương sang thăm. Khi ra về, Trương Quân Thụy viết thư nhờ Hồng nương đưa cho Oanh Oanh nhưng Hồng nương không dám đưa mà bỏ vào hộp nữ trang. Oanh Oanh vô tình đọc được, rất mừng nhưng lại tự ái mắng Hồng, rồi viết thư trả lời Trương Quân Thụy, sai Hồng nương mang sang. Do viết khi Oanh Oanh đang giận dữ, Hồng nương tưởng đó là thư Oanh Oanh cự tuyệt Quân Thụy nên đã an ủi Quân Thụy hết lời. Thế nhưng, sự an ủi đó lại càng khiến Quân Thụy tuyệt vọng. Chỉ đến khi giở thư ra, thấy đây bài thơ Oanh Oanh hẹn chàng ở mái phía Tây lúc trăng lên, họ Trương vui mừng liền hết bệnh.
Đêm hôm đó như đã hẹn Quân Thụy vượt tường đến mái Tây. Nhưng vì có Hồng theo bên cạnh nên Oanh Oanh thẹn thùng. Nàng trở mặt mắng chàng khiến chàng ngẩn người chẳng hiểu vì sao. Hồng nương cũng không rõ thực hay giả vờ, ngỏ ý tố cáo Quân Thụy với Thôi phu nhân nhưng bị Oanh Oanh ngăn lại. Về phòng, Quân Thụy lại trở bệnh nặng. Thôi phu nhân nghe tin sai Hồng nương đến thăm. Oanh Oanh cũng viết thư hẹn tối đến thăm. Từ đó Oanh Oanh và Trương Quân Thụy bí mật đi lại quan hệ với nhau như vợ chồng. Chuyện vỡ lở, Thôi phu nhân trách mắng Hồng nương, nhưng Hồng đã dùng lý lẽ thuyết phục phu nhân tác thành cho đôi trẻ. Bà nghe theo, nhưng bắt Quân Thụy phải vào kinh thi hội, đỗ đạt mới cho kết hôn. Hai người đau khổ chia tay nhau.
Quân Thụy thi đỗ trạng nguyên, vâng lệnh triều đình lưu lại kinh đô làm quan. Oanh Oanh vui mừng khôn xiết và mong ước tái ngộ. Nhưng Trịnh Hằng lại phao tin Quân Thụy đã lấy vợ khác. Thôi phu nhân định cho Trịnh Hằng cưới Oanh Oanh, nhưng Quân Thụy về kịp, nhờ tướng quân Đỗ Xác phân giải. Đỗ Xác đứng ra làm chủ hôn cho Quân Thụy và Oanh Oanh.

## Giá trị nghệ thuật
Thành tựu nổi bật nhất của Tây sương ký là thay đổi chủ đề tình yêu tuân thủ lễ giáo phong kiến và kết cục có tính chất bi kịch của Oanh Oanh truyện thành sự ca ngợi tình yêu nam nữ chân thành tha thiết, dám phá bỏ sự ràng buộc của lễ giáo, bền bỉ đấu tranh để có kết cục tốt đẹp về sau. Theo Hội chân ký, khi giấc mơ qua rồi cũng là lúc cuộc tình ra đi. Nửa đường đứt gánh, chàng theo đường chàng lấy vợ, nàng theo đường nàng lấy chồng, trong khi đó Tây sương ký tình duyên hai người không đứt đoạn mà kết thúc có hậu. Tuy cách giải quyết mâu thuẫn vẫn là con đường khoa cử, công danh, nhưng tác phẩm vẫn là tiếng nói đả kích mạnh mẽ quan niệm "môn đăng hộ đối", "cha mẹ đặt đâu con ngồi đấy" trong tình yêu và hôn nhân phong kiến, đề cao tự do yêu đương và tự do kết hôn.
Lời kịch của Tây sương ký tươi đẹp trong sáng, giàu ý thơ. Nhiều tiết đoạn, đối thoại biểu cảm như những bài thơ trữ tình. Tuy ảnh hưởng bút pháp, đề tài từ Oanh Oanh truyện và đặc biệt mang dấu ấn của Tây sương ký chư cung điệu nhưng Vương Thực Phủ đã gia công về nhiều mặt, phát triển và nâng cao truyện, lấp hết những chỗ sơ hở trong truyện, loại bỏ những chỗ rườm rà, làm cho tính cách nhân vật phát triển hợp lý hơn. Vương Thực Phủ cũng đã phát huy được sở trường của thể hí kịch cao độ trong việc đẩy mâu thuẫn, kịch tính của truyện lên cao trào, tính cách nhân vật trở nên rõ nét hơn, tâm lý miêu tả tế nhị hơn, ngôn ngữ kịch tinh luyện hơn.

## Ảnh hưởng
Tây sương ký có ảnh hưởng rất lớn đối với những sáng tác tiểu thuyết và kịch bản về đề tài tình yêu ở các đời sau. Những cuốn Mẫu đơn đình và Hồng lâu mộng đều hấp thu tinh thần dân chủ và đề cao tình yêu tự do nam nữ của Tây sương ký ở những mức độ khác nhau.
Trong Hồng lâu mộng, Tào Tuyết Cần đã trích dẫn rất nhiều câu hay trong Tây sương kí:

- Ngã tựu thị cá "đa sầu đa bệnh thân", nhĩ tựu thị na "khuynh quốc khuynh thành mạo"

(Tôi là người nhiều sầu nhiều bệnh, cô là trang nghiêng nước nghiêng thành)

- Nguyên lai thị "miêu nhi bất tú, thị cá ngân dạng lạp sang đầu"

(Chẳng qua tốt mã mà đoảng, bề ngoài giáp bạc, cốt trong sáp vàng)

- Mỗi nhật gia tình tư thuỵ hôn hôn

(Suốt ngày mê mẩn bồi hồi, tình riêng chán ngắt cuộc đời rỗng không)

- Nhược cộng nhĩ đa tình tiểu thư đồng uyên trướng, chẩm xá đắc điệp bị phô sàng

(Nếu tôi được cùng tiểu thư đa tình sum vầy phượng loan, quyết chẳng để chị trải nệm quạt màn)

- Sa song dã một hữu Hồng Nương báo

(Song the nào thấy ả Hồng báo tin)

## Một số lời bình luận về tác phẩm
Kim Thánh Thán, trong khi bình tán về Tây sương ký trong phần Phép đọc vở Mái Tây đã viết:
Ai bảo vở Mái Tây là dâm thư, người ấy ngày sau nhất định phải sa xuống ngục "nhổ lưỡi"! Sao vậy? Vở Mái Tây không phải bỡn, mà là văn hay của trời đất... Từ khi có Trời Đất tất nhiên trong khoảng đó phải có áng văn hay như thế. Không phải ai viết ra cũng được cả, mà là Trời Đất có phép tự mình không kết bỗng soạn lên. Nếu nhất định muốn bảo là của một người viết ra, thì Thánh Thán xin coi người ấy tức là hiện thân của Trời Đất. Vở Mái Tây quyết không phải là dâm thư mà nhất định là một áng văn hay. Từ rầy trở đi, ai bảo là văn hay, ai bảo là dâm thư, Thánh Thán cũng mặc kệ! Kẻ thích văn xem đến cho là văn! Kẻ đã dâm xem đến cho là dâm, thế thôi!
Lý Trác Ngô, trong lời tựa Tây sương ký, đánh giá tác phẩm và tác giả trong sự đối trọng với vở kịch Tì bà, viết:
Người viết vở "Mái Tây" là thợ trời. Người viết vở "Tì Bà" chỉ là thợ vẽ... Vở "Mái Tây" viết có khéo đâu! Viết khéo thì thực không vở nào bằng vở "Tì Bà"! Người viết vở Tì Bà thực đã đem hết tài, hết sức mà viết. Vì người viết đã cố viết cho thật khéo, không còn dư tài sức nữa, nên lời hết thì ý cũng hết, mà văn đọc xác ra không còn ý vị gì! Vở "Mái Tây" thì không thế. Trong khoảng trời đất này vốn có những đáng yêu như thế. Họ viết văn cũng như thợ trời nặn muôn loài, cái khéo của họ ta không thể tìm biết được?... Trời ơi! Ước gì tôi được gặp một người như người viết vở "Mái Tây"
Giả Trọng Minh đời nhà Minh, trong bài Lăng Ba tiên khúc (淩波仙曲, Khúc nhạc vũ của tiên nữ ở Lăng Ba) đánh giá:
Tạp kịch mới, truyền kì cũ, Tây sương ký nhất thiên hạ.

## Giai thoại dân gian
Chủ đề tình yêu và quan hệ trai gái của Tây sương ký còn được nhắc đến trong kho tàng truyện dân gian Việt Nam. Đó là câu chuyện về một anh mù cả hai mắt, tự xưng là sành thưởng thức văn chương, nói rằng chỉ ngửi hơi văn cũng biết văn hay dở, hà tất phải đọc. Ông tú nọ đưa cho bộ Tây sương ký, anh ta lật qua lật lại rồi bảo: - Tây sương ký đây mà. Ông tú nọ thấy lạ quá, hỏi tại sao biết. Anh ta nói rằng: - Ngửi có mùi son phấn.